# Patria Rastra
Patria Rastra, né le 26 novembre 1989, est un coureur cycliste indonésien.

## Palmarès
- 2008
  - 3e du championnat d'Indonésie sur route
- 2010
  - 1re (contre-la-montre par équipes) et 7e étapes du Tour d'Indonésie
- 2012
  - 3e du Tour de Jakarta
- 2014
  - 3e étape du Tour des Philippines
  - 2e étape du Tour de l'Ijen

## Classements mondiaux
| Année         | 2008 | 2009 | 2010 | 2011 | 2012 | 2013 | 2014 |
| ------------- | ---- | ---- | ---- | ---- | ---- | ---- | ---- |
| UCI Asia Tour | 145e |      | 168e | 240e | 158e | 92e  | 169e |